# Gossypium costulatum
Gossypium costulatum är en malvaväxtart som beskrevs av Agostino Todaro. Gossypium costulatum ingår i släktet bomull, och familjen malvaväxter. Inga underarter finns listade i Catalogue of Life.